# Lenguas septentrionales del golfo de Huon
La familia de lenguas septentrionales del Golfo de Huon es un subgrupo de las lenguas del golfo de Huon de Papúa Nueva Guinea.
Consta de tres lenguas, todas las cuales se distinguen por un severo truncamiento de muchas raíces heredadas y el desarrollo compensatorio de suprasegmentales en las vocales: tono fonémico en Yabem y Bukawa (Ross 1993) y nasalización en Kela (Johnson 1994).

## Idiomas
- Yabem
- Bukawa
- Kela